# Accolon
Pour l’article ayant un titre homophone, voir Acolon.
Accolon est un personnage de la légende arthurienne, amant de la fée Morgane. Personnage apparu pour la première fois dans le Merlin de Robert de Boron, c'est Thomas Malory qui détaille sa légende dans le livre IV de son œuvre Le Morte d'Arthur. Entièrement dévoué à Morgane, Accolon se voit remettre l'épée Excalibur pendant que son adversaire, le roi Arthur, se bat avec une copie. L'intervention de la fée Viviane lui fait perdre l'avantage, mais Arthur l'épargne. Accolon se réfugie dans une abbaye pour y être soigné. Il meurt de ses blessures et Arthur envoie son corps à Morgane en représailles.
C'est un chevalier sans ambition personnelle, tout entier dévoué à Morgane. S'il est désigné comme l'amant de Morgane, la fée semble lui vouer un amour véritable. Elle vient en aide à son cousin Manessen et lui remet le fourreau d'Excalibur, doué de propriétés de guérison.

## Accolon dans la littérature médiévale

### DansLe Morte d'Arthur

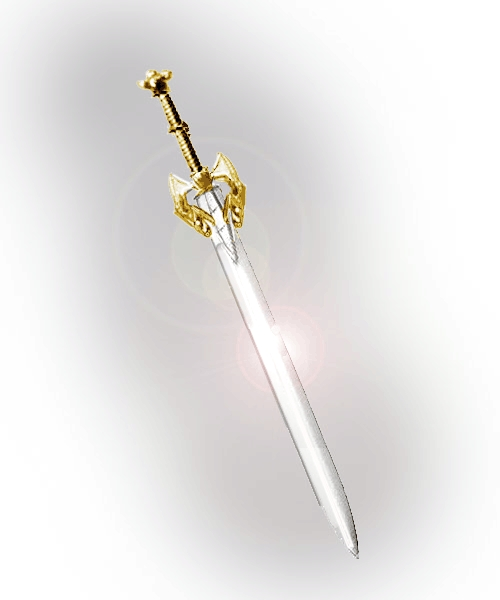
L'épée Excalibur, arme du roi Arthur.

Thomas Malory détaille le personnage d'Accolon dans le livre IV. Il a pour nom « Accolon de Gaule » et apparaît tôt dans le livre, chassant avec Arthur et Urien quand ils se perdent et sont obligés de camper dans les bois. La fée Morgane semble amoureuse de lui, puisque le texte précise que c'est la raison pour laquelle elle sauve la vie de Manessen, chevalier arthurien et cousin d'Accolon. Elle manipule ensuite le code de la chevalerie à ses fins. Elle demande à Accolon, réputé partout pour être son amant, la promesse qu'il lui sera fidèle et se battra pour elle jusqu'à la mort. Plus tard, elle arrange par magie une rencontre entre Accolon et Arthur, chacun ignorant qui est l'autre : après s'être vu confier Excalibur par le roi Arthur, la fée Morgane en réalise une copie. Puis, alors que ce dernier est emprisonné dans les geôles du Sieur Damas, Morgane envoie anonymement une jeune demoiselle proposant au roi et à ses amis la liberté en échange d'un combat contre un chevalier. Arthur accepte, et se retrouve confronté à Accolon.
La fée remet à son amant la véritable Excalibur, tandis qu'Arthur se bat avec la copie. Le roi est sérieusement désavantagé et sa défaite semble certaine. Accolon lui offre de l'épargner, mais il refuse. Pendant le combat, l'épée d'Arthur se brise et il réalise alors qu'il a été trahi. Il continue néanmoins à se battre avec l'épée brisée. La Fée Viviane, qui regarde le combat, intervient et utilise sa magie pour faire tomber Excalibur. Arthur la saisit et la reconnaît comme sienne. Avec son épée, il reprend facilement l'avantage. Menaçant de tuer Accolon, il obtient la vérité de la bouche de ce dernier, qui avoue que la fée Morgane souhaite tuer le roi Arthur. Arthur dévoile son identité et Accolon lui demande pitié, il décide donc de l'épargner. Peu après le combat, les deux belligérants se retirent dans une abbaye proche afin de se remettre de leurs blessures. Arthur survit, mais Accolon meurt quatre jours plus tard. Le roi Arthur envoie son corps à Morgane en guise d'avertissement,.

## Analyse

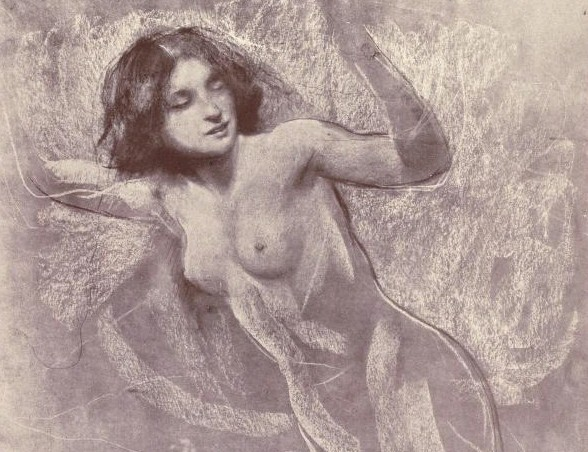
La fée Morgane (ici, un nu au crayon par John Macallan Swan) tient Accolon sous son charme et son pouvoir.

L'épisode d'Accolon dans Le Morte d'Arthur illustre les conséquences tragiques de la déloyauté. C'est aussi un parallèle entre la vulnérabilité d'Arthur et celle de son royaume : entré en possession du fourreau d'Excalibur, Accolon ne subit aucune blessure durant la première partie du combat. Arthur, au contraire, est victime des assauts du chevalier et de Morgane. Il se rend compte après le combat qu'il a fait confiance à Morgane à tort, celle-ci étant restée un an en possession d'Excalibur et de son fourreau.
Cependant, Accolon est un chevalier manipulé dont la loyauté à une femme dépasse celle qu'il doit à son roi. Il apparaît comme particulièrement dépourvu d'ambition personnelle, son seul plaisir étant de servir la fée Morgane. Les auteurs ne s'accordent pas sur la nature des sentiments entre Morgane et Accolon, comme l'illustre une querelle entre l'emploi du mot lover (amant) ou love (amour). Pour Terence McCarthy, il faut assurément que la fée aime Accolon pour lui remettre la véritable Excalibur (avec son fourreau doué de propriétés de guérison), et à ce titre, il n'est pas simplement son amant mais bien son amour. Il note cependant que la passion de la fée est entièrement sous contrôle,. La fée Morgane agit au moins une fois par amour pour Accolon, lorsqu'elle sauve son cousin le chevalier arthurien Manessen.

## Dans les œuvres modernes
Accolon est le protagoniste d'un poème de l'américain Madison J. Cawein, Accolon of Gaul, paru en 1889. Il reprend la trame du Morte d'Arthur avec la copie d'Excalibur, mais introduit quelques changements, notamment l'absence d'intervention de Viviane / Nimue qui fait tomber Excalibur chez Malory. En découvrant qu'Accolon porte son épée, Arthur saisit une lance et frappe mortellement ce dernier.
La scène de la bataille entre Accolon et Arthur figure aussi dans Les Dames du Lac de Marion Zimmer Bradley, bien que le rôle de la fée Viviane y soit omis. Dans l'interprétation de Bradley, l'objectif de Morgane et d'Accolon est de rétablir la religion celtique polythéiste pré-romaine, menacée par l'avènement agressif du Christianisme. Accolon est le deuxième fils d'Urien et un chevalier fidèle à Avalon. Il devient l'amant de Morgane, elle lui confie ses plans de tuer le roi Arthur, pour restaurer ainsi le pouvoir d'Avalon. Cependant, Arthur tue Accolon en combat direct. Morgane s'en trouve déshonorée. Contrairement à Malory, Marion Zimmer Bradley ne mentionne pas de copie d'Excalibur et se focalise sur la relation entre Morgane et Arthur en insistant sur la trahison de la fée envers lui. Accolon intervient assez tardivement.
Après Pierre Dietz [»King« Artus und das Geheimnis von Avalon,  (ISBN 978-3-86841-235-2)], Accolon est le chef du village Goulien en Bretagne, pas loin de Kameled (Camelot, aujourd'hui Camarez-sur-Mer).